# 比尤利 (明尼蘇達州)
比尤利（英語：Beaulieu）是位於美國明尼蘇達州馬諾門縣比尤利鎮區及切夫鎮區的一個普查規定居民點。

## 歷史
比尤利於1882年成立，得名自郵局局長約翰·比尤利（John Beaulieu）。達德利比尤利的郵局於1891年設立，其後於1960年停運。

## 人口
根據2020年美國人口普查的數據，比尤利的面積為10.09平方千米，當中陸地面積為10.01平方千米，而水域面積為0.07平方千米。當地共有人口103人，而人口密度為每平方千米10.21人。